# Jodłownik (gmina)
Jodłownik est une gmina rurale du powiat de Limanowa, Petite-Pologne, dans le sud de la Pologne. Son siège est le village de Jodłownik, qui se situe environ 17 km au nord-ouest de Limanowa et 39 km au sud-est de la capitale régionale Cracovie.
La gmina couvre une superficie de 72,43 km2 pour une population de 8 050 habitants.

## Géographie
La gmina inclut les villages de Góra Świętego Jana, Janowice, Jodłownik, Kostrza, Krasne-Lasocice, Mstów, Pogorzany, Sadek, Słupia, Szczyrzyc, Szyk et Wilkowisko.
La gmina borde les gminy de Dobra, Łapanów, Limanowa, Raciechowice, Tymbark et Wiśniowa.